# Villa Zula
Villa Zula é uma localidade do partido de Berisso, da Província de Buenos Aires, na Argentina. Possui uma população estimada em 5.124 habitantes (INDEC 2001).